# Hotel Beverly Wilshire
El Hotel Beverly Wilshire, de la cadena Four Seasons, es un histórico hotel de lujo en Beverly Hills, California, Estados Unidos. Ubicado en la intersección de Wilshire Boulevard y Rodeo Drive, se completó en 1928. Ha sido utilizado como lugar de rodaje de películas y series de televisión. Los invitados han incluido presidentes de Estados Unidos y celebridades.

## Localización
El hotel está ubicado en el número 9500 Wilshire Boulevard en el lado este de South Rodeo Drive en Beverly Hills, California.

## Historia

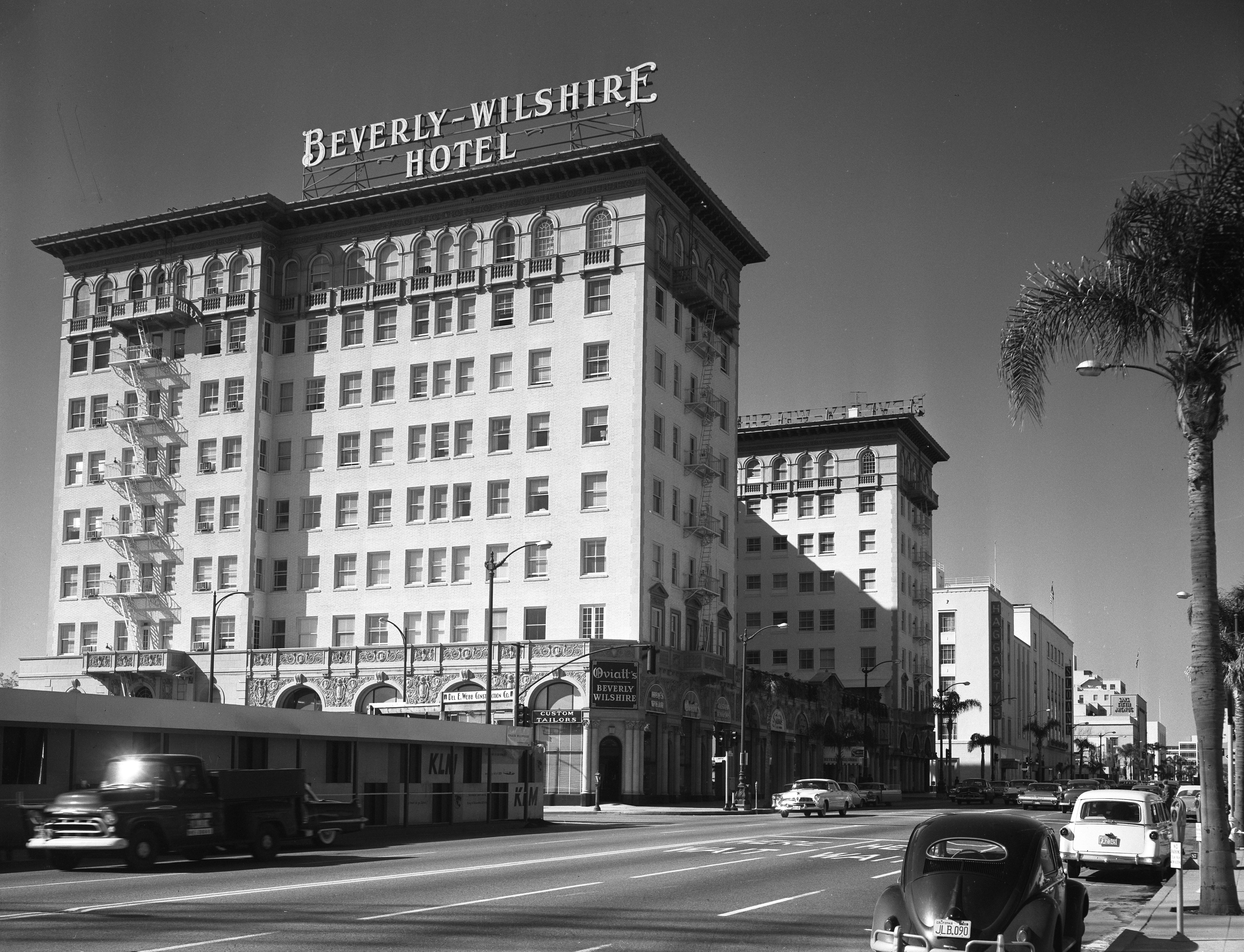
El hotel Beverly Wilshire en 1959.

El hotel fue construido por el agente Walter G. McCarty en el lugar de la antigua autopista de Beverly Hills. Se completó en 1928 (cuando la ciudad tenía menos de 18.000 habitantes) y entonces se conocía como el "Beverly Wilshire Apartment Hotel". La estructura en forma de E está construida con piedra toscana y mármol de Carrara al estilo de la arquitectura renacentista italiana.
Rebautizado como Beverly Wilshire Hotel por los nuevos propietarios, fue renovado con un salón de baile en la década de 1940 por el arquitecto Paul Revere Williams para dar cabida a las grandes orquestas populares de la época. Se construyó una piscina de tamaño olímpico y se agregaron canchas de tenis de campeonato, con el campeón de tenis Pancho González como director de tenis.
El hotel cambió de manos en 1958 y nuevamente en 1961, cuando fue comprado por un grupo de inversionistas encabezado por Hernando Courtright. Courtright contrató al arquitecto Welton Becket para diseñar un nuevo ala de la torre. La nueva torre fue construida por Del E. Webb Corporation e inaugurada en 1971. Esto duplicó el tamaño del hotel.
Regent International Hotels, con sede en Hong Kong, compró el hotel de lujo de 395 habitaciones en 1985 por 125 millones de dólares y lo renovó a un costo adicional de 100 millones, renombrándolo como The Regent Beverly Wilshire . En 1992, Four Seasons Hotels and Resorts compró Regent International Hotels y el hotel se convirtió en The Regent Beverly Wilshire, un hotel Four Seasons.
Desde 2006, Wolfgang Puck dirige un restaurante, Cut, en el hotel.

## Invitados destacados y lugar de rodaje
El 9 de octubre de 1937, F. Scott Fitzgerald almorzó en el Beverly Wilshire con Ginevra King, a quien conoció cuando ambos eran jóvenes y de quien se dice que fue modelo para Daisy Buchanan, en su El gran Gatsby.
Durante una gira en 1940, el Beverly Wilshire fue el único hotel importante de Los Ángeles dispuesto a alojar a Paul Robeson debido a su raza, a un precio exorbitante y siempre que se registrara con un nombre falso, por lo que pasaba dos horas cada tarde sentado en el lobby, donde fue ampliamente reconocido, "para garantizar que la próxima vez que vengan negros, tendrán un lugar donde quedarse". Los hoteles de Los Ángeles levantaron sus restricciones a los huéspedes negros poco después.
Elvis Presley y más tarde Warren Beatty pasaron varios años en el hotel. También fue el hogar de John Lennon, cuando estuvo separado por varios meses de su esposa Yoko Ono.
La socialité estadounidense y heredera de los grandes almacenes Woolworth, Barbara Hutton, pasó sus últimos años casi en la pobreza y con problemas de salud en el hotel y murió allí en mayo de 1979.
Otros invitados notables incluyen al presidente estadounidense Barack Obama, el emperador de Japón Hirohito, el Dalai Lama y Sadruddin Aga Khan, así como los músicos Eric Clapton, Mark Knopfler, Elton John, Lil Wayne, Drake, y los actores Michael Caine, Michael Douglas, Farrah Fawcett, Bette Midler, Dustin Hoffman, Anjelica Huston, Robert Pattinson, Walter Matthau y Al Pacino.
En 1990, el Beverly Wilshire fue el escenario principal de la película Pretty Woman, aunque la mayoría de las escenas de interiores se rodaron en el desaparecido Ambassador Hotel cercano. También se convirtió en un lugar de filmación común para la serie de televisión Entourage de HBO, con el elenco y el equipo filmando allí al menos tres veces por temporada cuando se produjo desde 2004 hasta 2011.